# Drabinka pilotowa

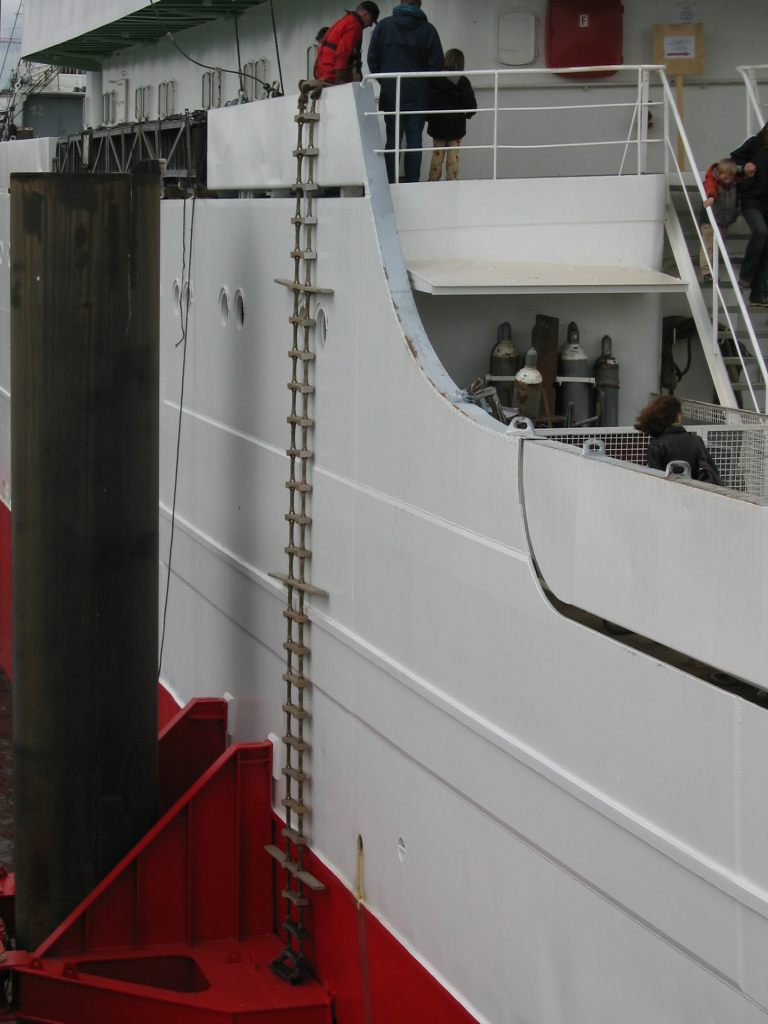
Sztormtrap przy burcie drobnicowca

Drabinka pilotowa, sztormtrap – drabina sznurowa z drewnianymi stopniami używana na statku m.in. w celu przyjęcia pilota morskiego na pokład lub też jego zdania na pilotówkę. Znajduje też zastosowanie podczas zejścia ludzi do tratwy ratunkowej podczas wykonywania rozkazu opuszczenia statku, alarmów próbnych.

## Konstrukcja
Sztormtrap zbudowany jest z dwóch lin o średnicy nie mniejszej niż 18 mm, które są przewleczone przez prostokątne specjalnie wyprofilowane szczeble o rozmiarach 500 x 115 x 25 mm. Odległość pomiędzy linami musi wynosić nie mniej niż 400 mm, odległość pomiędzy kolejnymi szczeblami pomiędzy 310 a 350 mm. Sztormtrap na żadnym końcu nie może kończyć się pętlą, na linach nie mogą znajdować się węzły, szczeble muszą być równolegle do siebie położone i na stałe umocowane. Maksymalnie co 8 szczebel sztormtrapu umieszcza się stopień, który jest rozpórką o długości min. 180 cm (liny przechodzą przez nią równolegle i symetrycznie, zachowując regułę odległości pomiędzy nimi wynoszącą nie mniej niż 40 cm). Rozpórki stabilizują jego ułożenie przy burcie statku. Jedynym wyjątkiem jest rozpórka znajdująca się najbliżej lustra wody, będąca zawsze piątym szczeblem. Tak rygorystyczne reguły budowy służą zachowaniu zasad bezpieczeństwa i zostały wypracowane przez lata praktyki a następnie uregulowane przepisami Międzynarodowej Konwencji o Bezpieczeństwie Życia na Morzu (SOLAS).
Budowę i stosowanie sztormtrapu określają szczegółowe przepisy, m.in. dokument władz Kanału Panamskiego: "MR Notice to Shipping No. N-1-2005".